# 샤르자 토후국

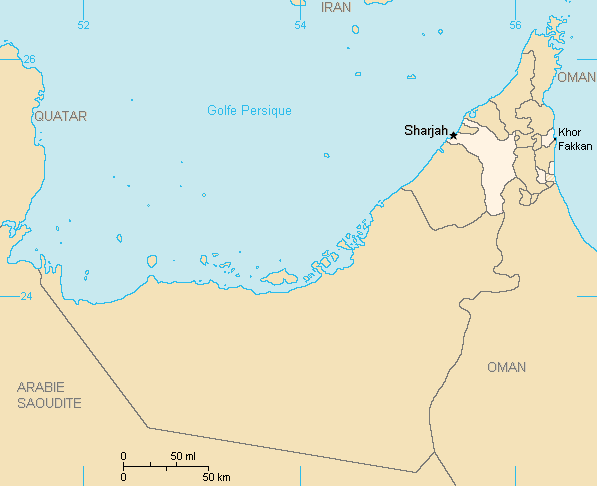
샤르자 토후국의 위치를 나타내는 아랍에미리트 지도

샤르자 토후국(아랍어: الشارقة, al-Shāriqa)은 아랍에미리트를 구성하는 7개의 토후국 중 하나로 수도는 샤르자이며 인구는 890,669명(2008년 기준)이며 면적은 2,590km2이다.

토후국의 기
토후국의 문장

## 사진

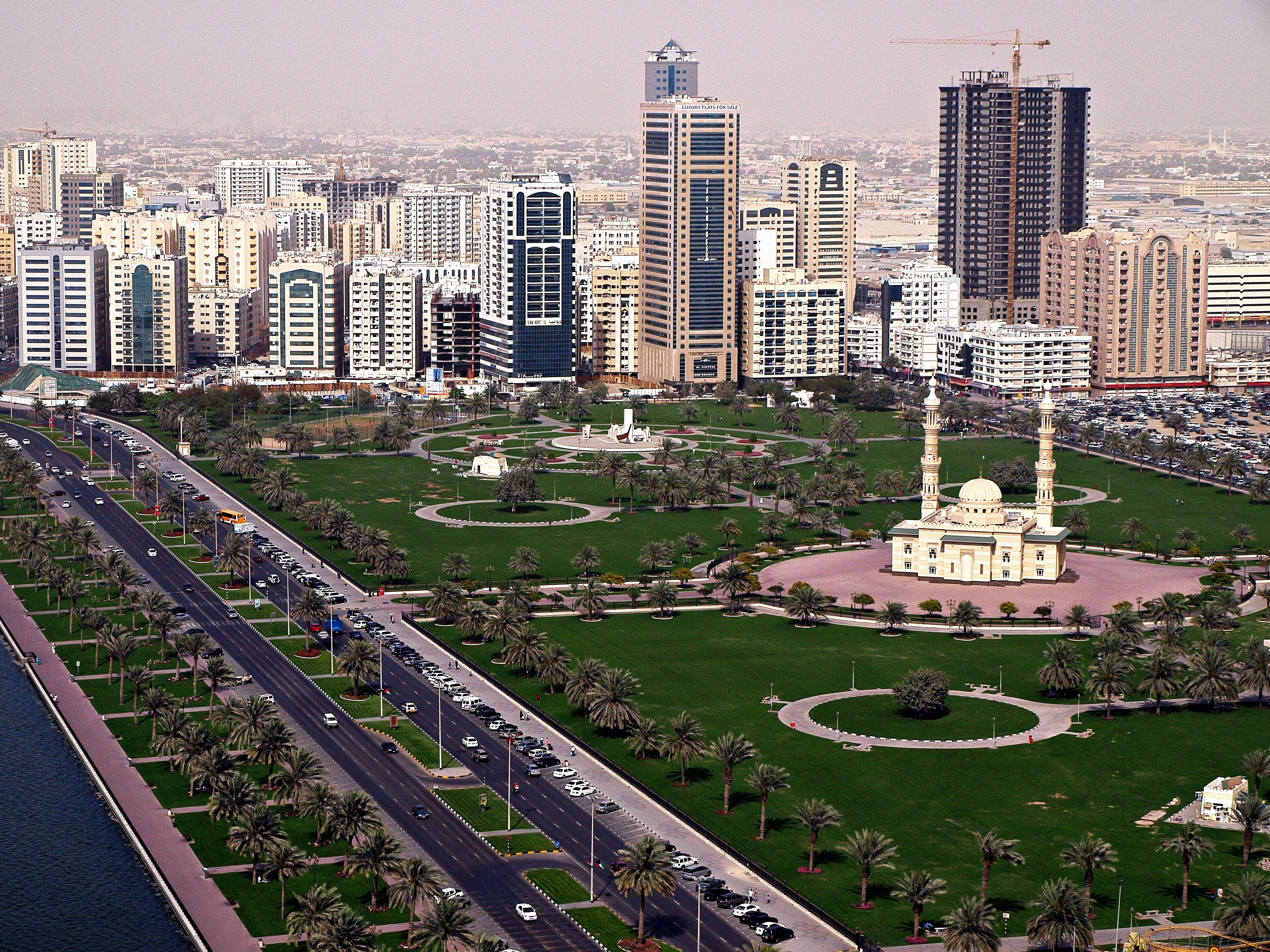
샤르자 중심부
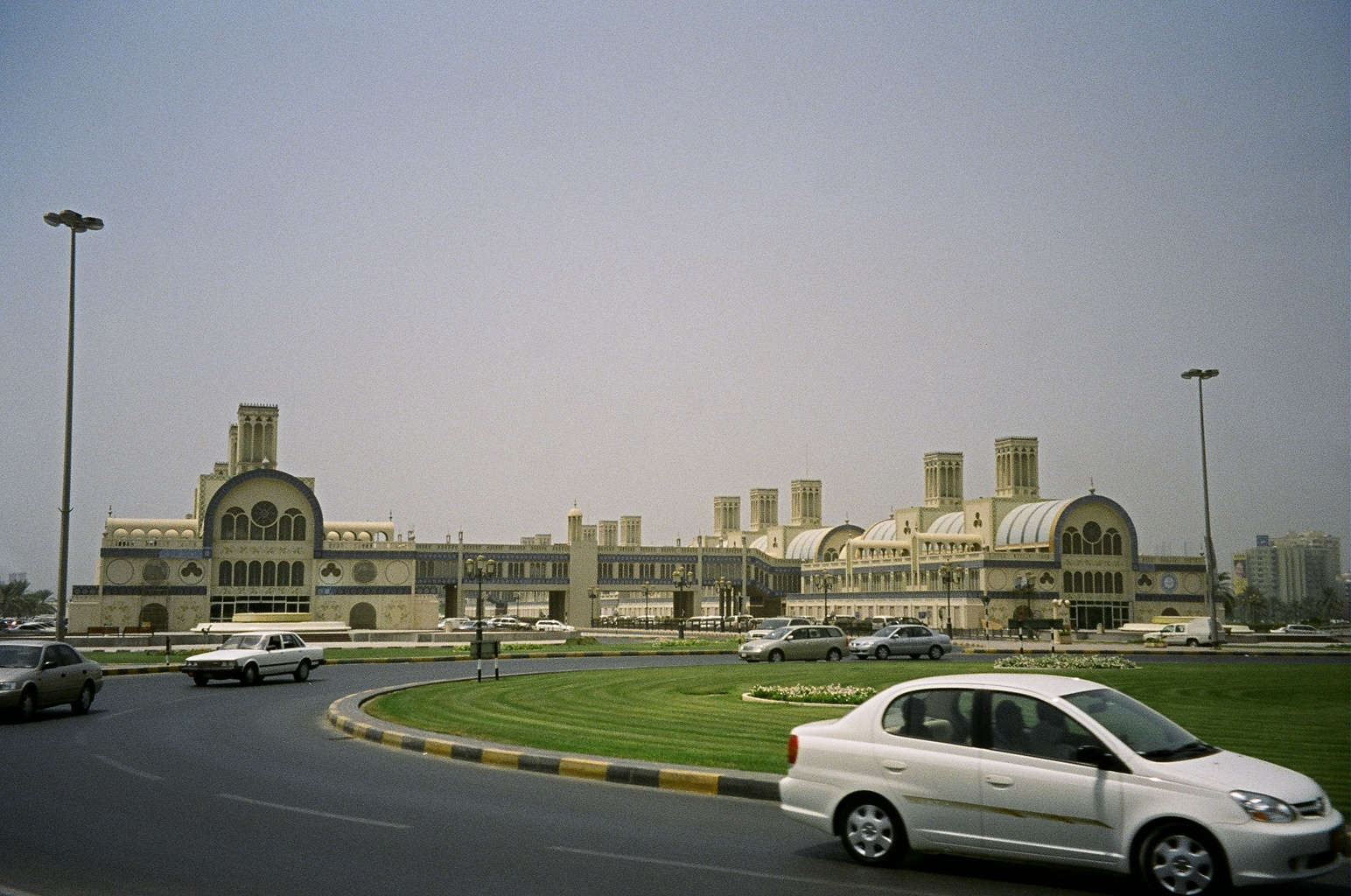
샤르자 중앙 시장

## 같이 보기
- 샤르자